# Словачка гркокатоличка црква
Словачка гркокатоличка црква (словен. Gréckokatolícka cirkev na Slovensku) је једна од источних католичких цркава, у којој се богослужење врши по византском црквеном обреду. Лист L'Osservatore Romano из 2015. године извештава да Словачка гркокатоличка црква броји 210.767 верника, 277 жупа и 468 свештеника.

## Историја
Када је 1646. године у Закарпатју склопљена Ужгородска унија, њен утицај се проширио и на источну Словачку, тако да је историја Словачке гркокатоличке цркве од почетка била повезана са историјом Русинске католичке цркве. На крају Другог светског рата, већина гркокатоличких Русина и Словака су били укључени у подручје Чехословачке, укључујући две епархије, Прешов и Мукачево. Епархија Прешова, основана је 22. септембра 1818. године, а укинута 1937. године, изузета је из надлежности мађарског примата и подвргнута директно Светој Столици, а 21. жупа епархије у Прешову, које су биле у Мађарској, су преиначене у нови егзархат Мишколца.
Након Другог светског рата, епархији Мукачево у Транскарпатији је припојена Совјетском Савезу, стога су епархији Прешов укључени сви гркокатолици који су остали у Чехословачкој. Након што су комунисти запленили поседе у априлу 1950. године, сазван је сабор у Прешову, на којем су пет свештеника и бројни лаици потписали документ изјављујући како је распуштено заједништво с Римом те се тражи улазак у надлежност московског патријархата. Гркокатолички бискуп Прешова, Благо Павел Петро Гојдич, заједно са својим помоћником, Василијем Хопком, је био затваран па је бискуп Гојдич умро у затвору 1960. године.
Током Прашког пролећа 1968. године, бившим гркокатоличким жупама било је допуштено да се врате у заједништво с Римом. Након пада комунизма 1989. године, већина црквене имовине враћена је словачкој гркокатоличкој цркви. За гркокатолике у Чешкој, основан је посебан Апостолски викаријат, узвишен 1996. године на ниво егзархата (данас се сматра дијелом русинске католичке цркве).
У Словачкој је Папа Јован Павле II основао апостолски егзархат у Кошицама 1997. године. Папа Бенедикт XVI уздигао ју је на ниво епархије 30. јануара 2008. године, а у исто време је подигнута нова епархија византског обреда у Братислави. Он је, такође, уздигао и Прешов на ниво средишне архиепархије, чинећи словачку гркокатоличку цркву sui iuris црквом.

## Састав
Словачка:
- Средишна архиепархија Прешова, Прешов, Словачка 
  - Епархија Братиславе, Братислава, Словачка
  - Епархија Кошица, Кошице, Словачка

Канада:
- Епархија Светог Ћирила и Методија, Торонто, Канада